# Friedrich Wilhelm Loder
Friedrich Wilhelm Loder (* 14. Februar 1757 in Regensburg; † 31. Mai 1823 in Ohrdruf) war ein deutscher Kirchenlieddichter und Verwaltungsbeamter.

## Leben
Loder war der Sohn des hohenlohe-neuensteinschen Legationssekretärs und Hofrats Christoph Immanuel Loder. Er erhielt in Regensburg zunächst Privatunterricht. Mit seinem Vater nach Hohenlohe zurückgekehrt, wurde er dort zunächst auf der Schule in Weikersheim gebildet. Spätestens 1773 kam er auf das Heilbronner Gymnasium, bevor er 1776 dem Wunsch des Vaters entsprechend das Studium der Rechtswissenschaft an der Universität Jena aufnahm. Zugleich interessierte er sich für die Theologie. 1778 wechselte er an die Universität Göttingen. Im selben Jahr erhielt er in Ohrdruf, wohin sein Vater mittlerweile versetzt worden war, eine Anstellung. 1780 wurde er dort fürstlich hohenlohischer Aktuar.
Loder nahm sich dem Archiv in Ohrdruf an und ordnete dieses neu. 1784 wurde er zum fürstlichen Kanzleirat in Ohrdruf befördert und 1795 zum wirklichen Hofrat ernannt. Zuletzt war er dort auch Konsistorialrat. Er vertrat außerdem den Fürsten als Abgeordneter beim Landtag von Gotha. Er soll bei hohenlohischen Fürsten wie auch bei den Herzögen Ernst II. und August von Sachsen-Gotha-Altenburg ein hohes Ansehen genossen haben.
Loder soll ein sehr gläubiger Mann gewesen sein, der für seinen Glauben nicht nur privat, sondern auch in Ausübung seiner Ämter eingestanden ist. Loder, der begeisterter Reiter war, starb in Folge eines Reitunfalls.

## Werke (Auswahl)

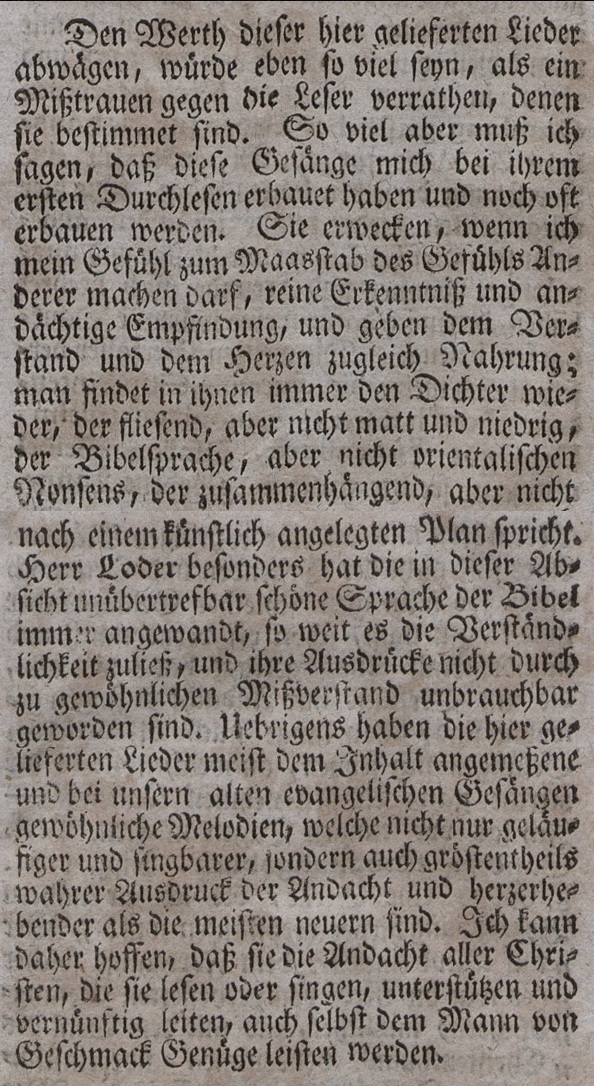
Abschnitt aus G. E. Waldaus Vorrede zu seiner Liedersammlung

Loder lieferte zu Georg Ernst Waldaus Geistlichen noch ungedruckten Liedern, Nürnberg 1781, 40 Lieder, die später teilweise auch weitere Verbreitung in Gesangbücher im deutschen Raum fanden, darunter:
- Gottlob! ich weiß ein Vaterland,
- Immer näher kommt die Zeit,
- Unser Gott ist groß und mächtig,
- Wie süß mein Vater, ist die Pflicht.